# ヴィンセント・コナーレ
ヴィンセント・コナーレ（Vincent Connare、1960年9月26日 - ）は、アメリカ合衆国の書体デザイナー、写真家、マイクロソフトの元社員。Comic SansやTrebuchet MSといったフォントや、ビジネススーツを着て空中浮遊している男性の絵文字などの作品を生み出した。テキスト書体の他には、1995年からMicrosoft Windowsのスケーラブルなユーザーインターフェイスアイコンに使用されているフォントのMarlettの完成とヒントを提供し、Internet Explorerに初めて付属したフォントであるWebdingsの一部を制作した。

## 出身校
コナーレはマサチューセッツ州ミルフォードのミルフォード高校とニューヨーク工科大学で学び、ニューヨーク工科大学では、美術と写真の学士号を取得した。その後は、レディング大学で書体デザインの修士号を取得している。

## 経歴

### マイクロソフト
ニューヨーク工科大学の卒業後、マサチューセッツ州のWorcester Telegramで写真家として働き始め、チェロキー語の新聞を創刊するのに貢献した。マイクロソフトに在籍中は、フォント制作に関する文書に貢献し、Trebuchet MS、Webdings、そして最も有名なComic Sansのフォントを制作した。修士号を取得するため、イギリスのレディング大学に学んだ。
コナーレがWebdings用に作成したジャンプする男のアイコンは、後にU+1F574 🕴 man in business suit levitatingの識別子で絵文字になった。

### Dalton Maag
ロンドンのブリクストンにある書体デザイン会社・Dalton Maagに勤務している期間には、フォント・Magpieを制作し、ミニストリー・オブ・サウンドのロゴをデザインした。